# Екологічна медицина
Екологічна медицина — це багатодисциплінарна галузь, що охоплює медицину, науку про навколишнє середовище, хімію та інші науки, що перетинаються з екологічною патологією. Її можна розглядати, як медичну галузь ширшої галузі охорони навколишнього середовища. Обсяг цієї галузі включає вивчення взаємодії між навколишнім середовищем і здоров'ям людини, а також ролі навколишнього середовища у спричиненні, або поширенні захворювань. Ця спеціалізована галузь дослідження набула розвитку, після усвідомлення того, що на здоров’я мають вплив чинники навколишнього середовища більш широко, ніж вважалося раніше.
Фактори навколишнього середовища, що спричиняють екологічні захворювання, можна класифікувати на наступні категорії:
- Фізичні
- ХімічнІ
- Біологічний
- Соціальні (включаючи психологічні та культурні змінні)
- Ергономічний
- Фактори безпеки
- Будь-яка комбінація вищезазначеного

У Сполучених Штатах Америки Американський коледж медицини праці та навколишнього середовища (OCOEM) контролює сертифікацію лікарів з медицини навколишнього середовища (і професійної медицини). Слід зазначити, що цей сертифікат ради не визнається Американською радою медичних спеціальностей .

## Сучасні напрямки екологічної медицини
Незважаючи на те, що екологічна медицина є широкою сферою досліджень, деякі з важливих проблем наразі звучать, як:
- Вплив виснаження озонового шару та збільшення ультрафіолетового випромінювання на людей щодо раку шкіри.
- Наслідки ядерних аварій або наслідки терористичної атаки з брудною бомбою та наслідки впливу радіоактивних матеріалів і радіації на людей.
- Вплив хімічних речовин на людину, таких як діоксин, особливо щодо впливу на розвиток раку .
- Вплив газу радону в будинках людей.
- Як забруднення повітря і води впливає на здоров'я людини?
- Отруєння ртуттю, та вплив на людину металу через споживання риби та морських мешканців, що сприймають ртуть у свій раціон .
- Отруєння свинцем через етилований бензин, фарбу та сантехніку.
- Хвороби, що передаються через воду
- Харчове отруєння
- Якість повітря в приміщенні

Згідно з останніми оцінками, приблизно від 5 до 10% втрачених років життя з поправкою на інвалідність (DALY) пов’язано з екологічними причинами. Безумовно, найважливішим фактором є забруднення міського повітря дрібними твердими частинками.

## Сфера застосування екологічної медицини
Екологічна медицина займається насамперед профілактикою. Інфекції харчового походження або інфекції, що передаються через воду (наприклад, холера та гастроентерит, спричинені норовірусом або кампілобактеріями ), є типовою проблемою екологічної медицини, але деякі думки в галузі мікробіології стверджують, що віруси, бактерії та гриби, які вони вивчають, не є такими. в рамках екологічної медицини, якщо інфекція поширюється безпосередньо від людини до людини. Значна частина епідеміології, яка вивчає закономірності захворювань і травм, не входить до сфери екологічної медицини, але, наприклад, епідеміологія забруднення повітря є дуже активною галуззю охорони навколишнього середовища та екологічної медицини. Будь-яка хвороба з великим генетичним компонентом зазвичай виходить за рамки екологічної медицини, але при таких захворюваннях, як астма чи алергія, необхідні як екологічні, так і генетичні підходи.

## Військова «екологічна медицина»
Армія США принаймні з 1961 року використовує термін «екологічна медицина» у значенні, відмінному від наведеного вище. Науково-дослідний інститут медицини навколишнього середовища армії США, що в Натіке, штат Массачусетс, проводить фундаментальні та прикладні дослідження, щоб визначити, як вплив сильної спеки, морозу, великого тиску, впливають на виконання військових завдань. Фізична підготовка, операції з розгортання та харчові фактори впливають на здоров’я та продуктивність військовослужбовців. Дослідження впливу забруднювачів навколишнього середовища на військовослужбовців не є частиною місії USARIEM, але входять до компетенції Армійського центру досліджень екологічної безпеки у Форт-Детріку, штат Меріленд.

## Зовнішні посилання
- ATSDR Тематичні дослідження з екологічної медицини Департамент охорони здоров'я та соціальних служб США
- Американська академія екологічної медицини
- Британське товариство екологічної медицини
- Європейська академія клінічної екологічної медицини